# Lou Andreas-Salomé
Lou Andreas-Salomé, nascida Louise von Salomé ou Louise Gustavovna Salomé (em russo: Луиза Густавовна Саломе; São Petersburgo, 12 de fevereiro de 1861 — Göttingen, 5 de fevereiro de 1937), foi uma ensaísta, filósofa, poeta, romancista e psicanalista nascida na Rússia Imperial. De família russo-alemã, viveu a maior parte da sua vida em outros países da Europa, especialmente na Alemanha.
Desde a juventude, sua intensa curiosidade intelectual, seu brilho e carisma pessoal aproximaram Lou Salomé de alguns dos mais importantes pensadores e artistas de sua época, incluindo Friedrich Nietzsche, Sigmund Freud, Paul Rée e Rainer Maria Rilke. Essas relações inspiraram ensaios fundamentais da escritora, como A humanidade da mulher e Reflexões sobre o problema do amor. De outra parte, sua filosofia e sua vida também foram fonte de inspiração para esses mesmos pensadores. Em Ecce Homo, Nietzsche reconhece a influência dela em Assim falou Zaratustra. Ademais, a correspondência trocada entre ela e esses autores - Rilke, Freud e Anna Freud, filha de Freud - mostra que houve influência recíproca.
Em suas Memórias, Lou Andreas-Salomé sintetizou sua concepção sobre a vida nas seguintes palavras:

1. 
| “ | “A vida humana – na verdade, toda a vida – é poesia. Nós a vivemos inconscientemente, dia a dia, fragmento a fragmento, mas, na sua totalidade inviolável, ela nos vive.” | ” |

2. 
| “ | Ouse, ouse... ouse tudo!! Não tenha necessidade de nada! Não tente adequar sua vida a modelos, nem queira você mesmo ser um modelo para ninguém. Acredite: a vida lhe dará poucos presentes. Se você quer uma vida, aprenda... a roubá-la! Ouse, ouse tudo! Seja na vida o que você é, aconteça o que acontecer. Não defenda nenhum princípio, mas algo de bem mais maravilhoso: algo que está em nós e que queima como o fogo da vida!! | ” |

## Vida

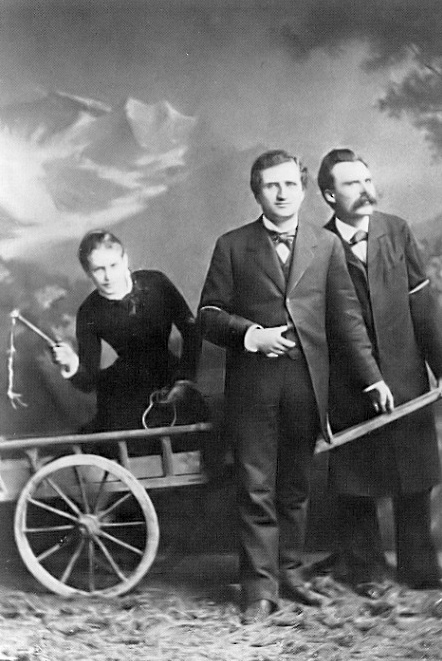
Nietzsche, Paul Ree, Lou Salomé

Lou nasceu em São Petersburgo, chamada de Lioulia por seus pais, Gustav von Salomé e Louise Wilm. Tinha três irmãos - Sacha, Robert e Genia. Aos 17 anos, ela pediu ao pregador holandês Hendrik Gillot para lhe ensinar teologia, filosofia, religiões mundiais e literatura francesa e alemã. Mais tarde, ela e sua mãe foram para Zurique, onde Lou pôde frequentar a universidade. Mais tarde, aos 21 anos, sua mãe levou-a para Roma. Em um salão literário na cidade, Salomé conheceu Paul Rée, com quem, após dois meses, formou uma parceria acadêmica. Em 13 de maio de 1882, o amigo de Rée, Friedrich Nietzsche, juntou-se à dupla, formando uma trindade. Os três viajaram pela Itália e consideraram onde eles criariam sua comunidade "Winterplan", mas o plano foi abandonado. Ao chegarem a Leipzig, em outubro, após pequenas desavenças, Salomé e Rée se separaram de Nietzsche. Paul e Lou mudaram-se para Berlim e viveram juntos, em uma relação de amizade, ao longo dos cinco anos seguintes, até que Lou conheceu um estudioso de linguística, Friedrich Carl Andreas, com quem se casou. Apesar de sua oposição ao casamento e das suas relações abertas com outros homens, Salomé e Andreas permaneceram casados de 1887 até sua morte em 1930.
A angústia causada pelo casamento de Salomé com Andreas fez com que Paul Rée desaparecesse da vida dela. Ao longo de sua vida de casada, ela se envolveu com o jornalista e político alemão Georg Ledebour, o poeta alemão Rainer Maria Rilke (sobre quem escreveu um memorial analítico), os psicanalistas Sigmund Freud e Viktor Tausk, entre outros. Seu relacionamento com Rilke foi particularmente próximo. Eles se corresponderam até a morte de Rilke. Foi Lou quem começou a chamá-lo de Rainer, quando o seu nome era, na verdade, René. Ela ensinou-lhe russo para que ele pudesse ler Tolstoi (a quem, mais tarde, ambos conheceram) e Pushkin. Ela também o apresentou a patronos e outras pessoas do mundo das artes, permanecendo sua conselheira e confidente durante toda a sua vida adulta.
Aos 74 anos, Lou Andreas-Salomé deixou de trabalhar como psicanalista. Ela desenvolveu problemas cardíacos e, em sua condição debilitada, passou por diversos tratamentos e internações hospitalares. Seu marido a visitava diariamente. Após um casamento de quarenta anos marcado por doenças e longos períodos de não comunicação mútua, os dois se aproximaram. O próprio Sigmund Freud reconheceu isso de longe, escrevendo: "isso só prova a permanência da verdade [de sua relação]". Friedrich Carl Andreas morreu de câncer em 1930. Lou teve que se submeter a uma difícil operação, também relacionada ao câncer, em 1935.
Poucos dias antes de sua morte, sua biblioteca foi confiscada pela Gestapo (segundo outras fontes, a biblioteca teria sido destruída por um grupo da SA, pouco depois da sua morte). Motivos alegados para o confisco: ter sido colega de Sigmund Freud, ter praticado "ciência judaica" e ter muitos livros de autores judeus em sua biblioteca. Na noite de 5 de fevereiro de 1937, Lou Andreas-Salomé morreu de uremia, em Göttingen, enquanto dormia. Sua urna foi posta no túmulo de seu marido, no Cemitério Municipal de Göttingen.

## Obras
- Im Kampf um Gott (1885) ISBN 3-548-35174-3

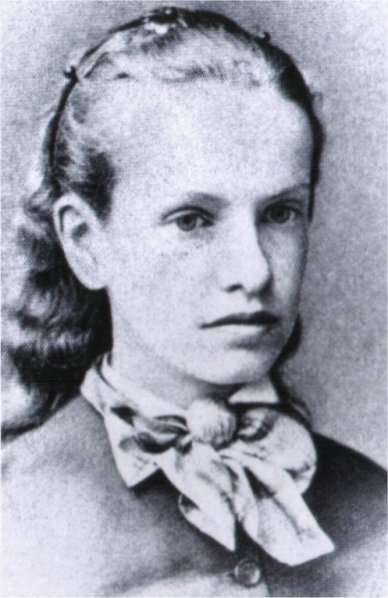
Lou von Salomé aos 16 anos de idade

- Henrik Ibsens Frauengestalten (1892)
- Friedrich Nietzsche in seinen Werken (1894) edição reeditada, Insel 2000 ISBN 3-458-34292-3
- Ruth (1895)
- Jesus der Jude (1895)
- Aus fremder Seele (1896)
- Um Desvario - no original Fenitschka. Eine Ausschweifung (1898) ISBN 3-548-30315-3
- Menschenkinder (1899)
- Ma. Ein Porträt (1901)
- Im Zwischenland (1902)
- Die Erotik (1910) ISBN 3-88221-302-7; ISBN 3-926023-17-1
- Vom frühen Gottesdienst (1913)
- Zum Typus Weib (1914)
- Anal und Sexual (1916)
- Psychosexualität und Drei Briefe an einen Knaben (1917)
- Narzißmus als Doppelrichtung e Das Haus. Eine Familiengeschichte vom Ende des vorigen Jahrhunderts (1921)
- Die Stunde ohne Gott und andere Kindergeschichten (1922)
- Der Teufel und seine Großmutter. Traumspiel. 1922 (Edição digitalizada da Universidade e Biblioteca Estadual de Düsseldorf)
- Rodinka. Eine russische Erinnerung. 1923 (2015, ISBN 978-3-945796-38-2)
- Rainer Maria Rilke (Buch des Gedenkens). 1928 (1988, ISBN 3-458-32744-4).
- Mein Dank an Freud. Offener Brief, 1931 (in: Lou Andreas-Salomé: Werke und Briefe. Vol. 4: Mein Dank an Freud. 2012, ISBN 978-3-937211-17-6). Carta aberta para Sigmund Freud.

Em português:
- Nietzsche em suas Obras

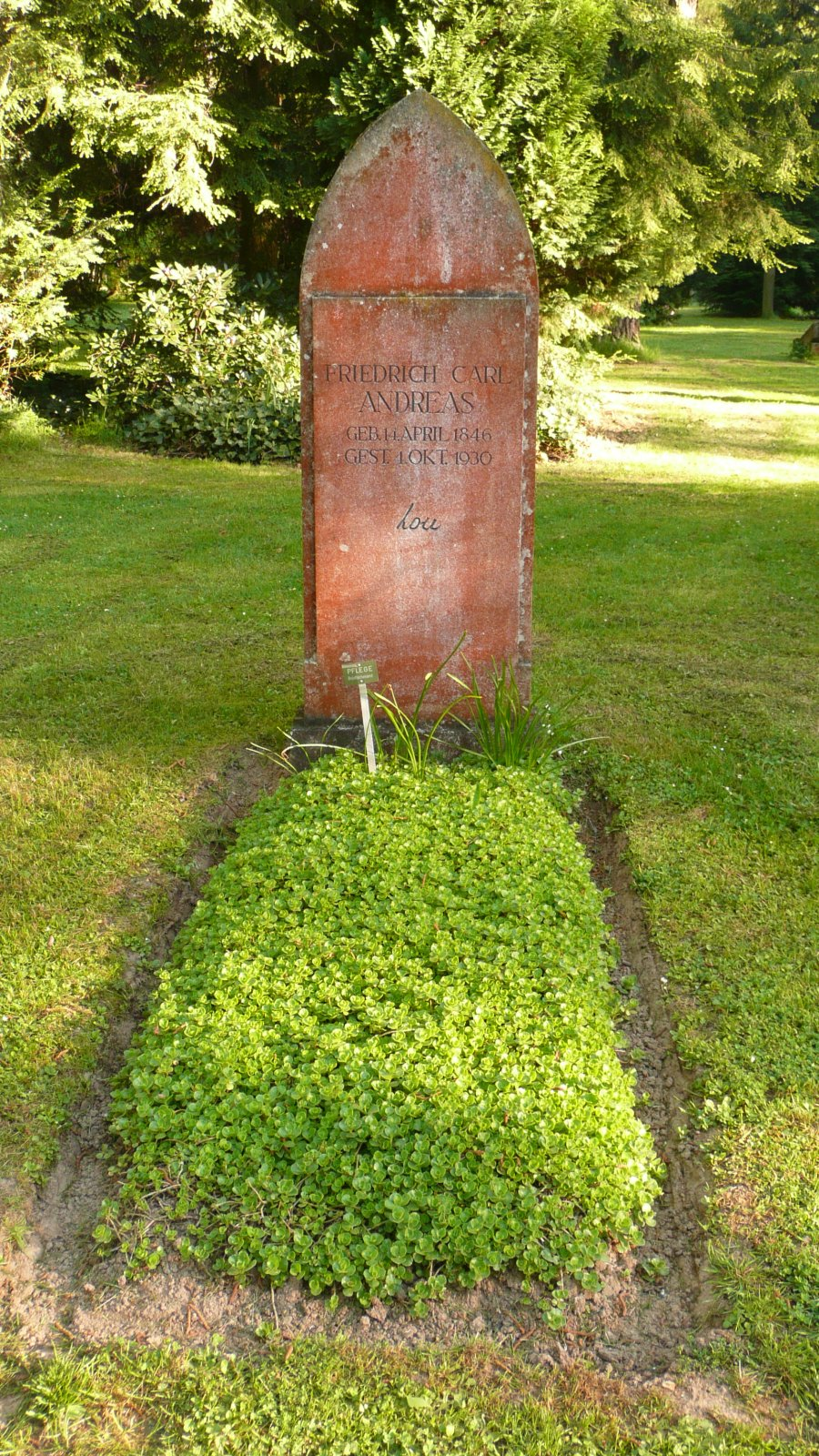
Lou Andreas-Salomé no Cemitério Municipal de Göttingen

- Reflexões sobre o problema do Amor e O Erotismo
- 'O erotismo' seguido de 'Reflexões sobre o problema do amor'
- Minha Vida
- Eros
- Carta Aberta a Freud

## Filmografia
- Lou (2016), de Cordula Kablitz-Post.[7]